# Гарсон (зачіска)

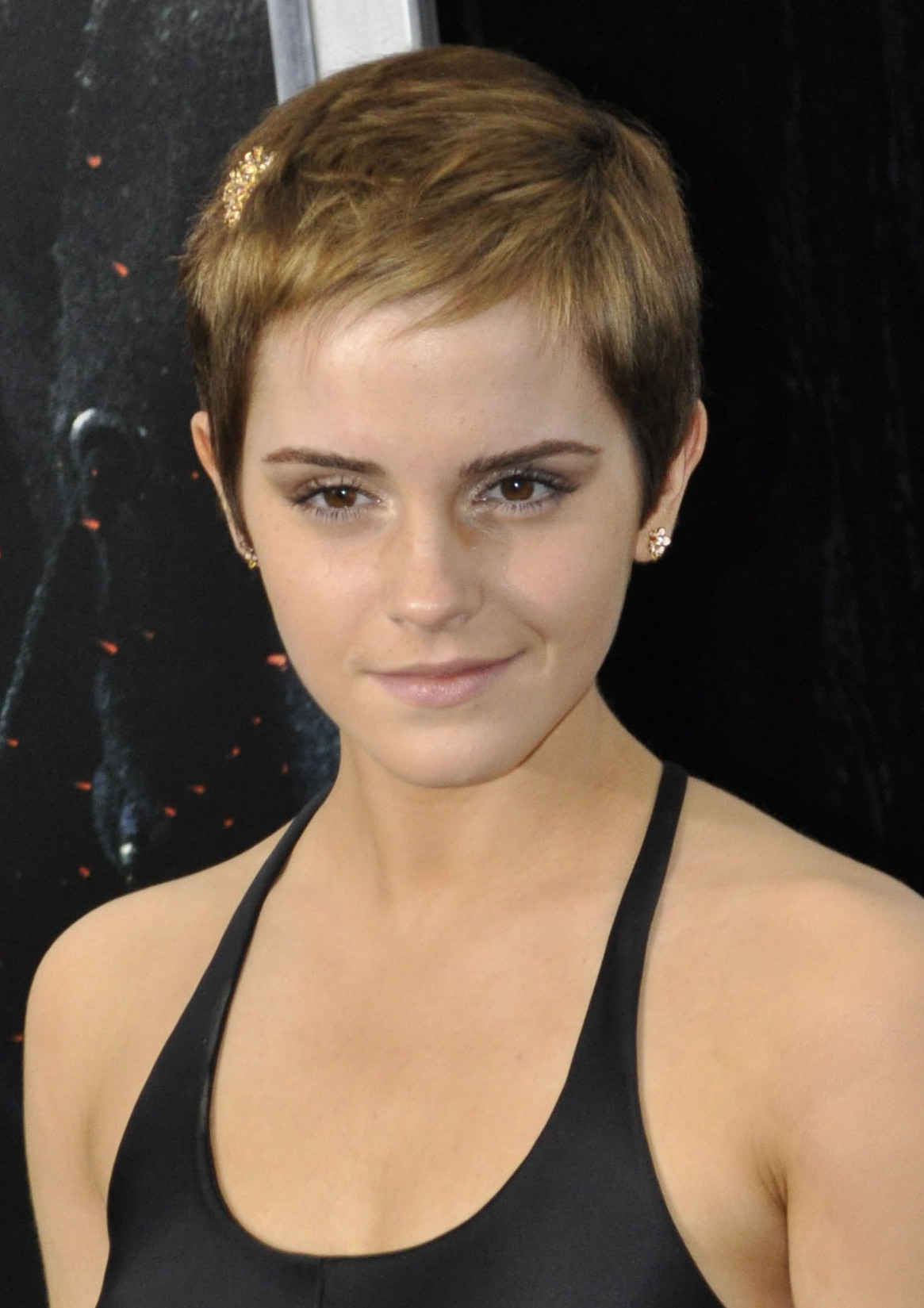
Емма Уотсон з зачіскою гарсон

Гарсо́н (фр. garçon, дос. «хлопчик») — дамська зачіска «під хлопчика» з короткого волосся, що з'явилася в першій половині 20-х років XX століття. У Німеччині і Чехії називалася бубікопф (нім. Bubikopf, дос. «голова хлопчика»).

## Історія
В 1922 році у Франції вийшла в світ повість Віктора Маргеріта «La Garçonne» (фр. la garçonne — «дівчина-хлопець», часто «Холостячка»), котра справила бурхливий скандал своєю появою. В результаті популярності роману стає популярним стиль жінки-хлопчика з незграбною дівочою фігурою. Такій жінці вже ні до чого локони і буклі — вона легко розлучається зі звичною жіночою зачіскою. Така жінка-хлопчик звільнена від гендерних стереотипів і має помітно більшу свободу дій.
В СРСР зачіска «гарсон» стає популярна не тільки серед забезпечених модниць, але і в робітничо-селянському середовищі.
До кінця 1920-х років зачіска гарсон стає більш жіночною, волосся не просто коротко стрижуть, але ретельно завивають і укладають хвилями.